# Інший світ (серія фільмів)
«Інший світ» (англ. Underworld) — серія фільмів бойовиків / темних фентезі про вампірів і перевертнів, знятих режисерами Леном Уайзманом, Патріком Татопулосом, Мансом Марліндом, Джуно Джон Лі, Бьорном Стейном та Анною Ферстер. Прем'єра першого фільму "Інший світ " відбулася у 2003 році. Прем'єра другого фільму «Інший світ: Еволюція», що є сіквелом, відбулася у 2006 році. Прем'єра третього фільму «Інший світ: Повстання ліканів», що є приквелом, відбулася у 2009 році. Прем'єра четвертого фільму " Інший світ: Пробудження ", що є сіквелом другого фільму, відбулася у 2012 році. П'ятий фільм " Інший світ: Війни крові ", сіквел четвертого фільму, вийшов 2016 року.

## Фільми

### Інший світ (2003)
Фільм розповідає про Ділка смерті Селін (Кейт Бекінсейл), що знищує ліканів, які нібито вбили її родину. На одному полюванні вона помічає, як лікани стежать за людиною Майклом Корвіном (Скотт Спідмен). Селін стежить за Майклом, щоб дізнатись, навіщо він потрібний ліканам. У ході розслідування Селін дізнається не лише про бунтівну змову вампіра Крейвена (Шейн Броллі) і перевертня Люціана (Майкл Шин) з метою знищити старших вампірів, а й шокуючу правду про старійшину клану вампірів Віктора (Біл Найї) — свого наставника

### Інший світ: Еволюція (2006)
Ділок смерті Селін (Кейт Бекінсейл) ховаються з Майклом Корвіном (Скотт Спідмен) який є нащадком Першого Безсмертного (Дерек Джейкобі) у таємному притулку вампірів і збирається повернутися в маєток старійшини Віктора (Біл Найї), щоб пробудити Маркуса Корвінуса найстаршого вампіра, що залишився на той час. Але Маркус, що прокинувся від крові вбитого Віктором лікана-вченого Сінджа, знаходить Селін сам і, бажаючи отримати необхідну йому інформацію через спогади, нападає на неї і Майкла, та їм вдається втекти. Перебуваючи в бігах, Селін і Майкл за допомогою історика — вампіра Андреаса Таніса дізнаються, що Маркус є першим вампіром і він має намір звільнити свого брата-близнюка Вільгельма (Брайан Стіл) — першого і самого дикого перевертня.

### Інший світ: Повстання ліканів (2009)
Історія, що простежує походження вікової кровної помсти між вампірами, відомими як Ділки смерті, та їх рабами-перевертнями. Молодий лікан Люціан (Майкл Шин) — сильний лідер, який гуртує перевертнів, щоб виступити проти Віктора (Біл Найї), жорстокого старійшини вампірів, що поневолив їх. До Люціана приєднується дочка Віктора, Соня (Рона Мітра), і допомагає йому в боротьбі проти смертоносної армії Ділків Смерті та боротьбі за свободу ліканів. Фільм закінчується вступною сценою першого Іншого світу, з діалогом зі сцени в таємному притулку Люціана, де регент-зрадник клану вампірів Крейвен (Шейн Броллі) говорить Ділку Смерті Селін (Кейт Бекінсейл), що саме Віктор убив її сім'ю, а не лікани. А її залишив живим, оскільки вона нагадала йому дочку Соню, яку він вбив. Останнє слово фільму належить Селін, звернене до Крейвена: «Брехня!».

### Інший світ: Пробудження (2012)
Прокинувшись після 12 років перебування в комі, Ділок Смерті Селін (Кейт Бекінсейл) виявляє, що у неї є одинадцятирічна дочка — гібрид абсолютно нового типу (50 % від вампіра, по 25 % від лікана та справжнього безсмертного). Селін необхідно перешкодити біотехнічній корпорації створити суперліканів.

### Інший світ: Війни крові (2016)
Селін (Кейт Бекінсейл), що стала досвідченим Ділком Смерті, будучи ізгоєм і переслідувана обома ворогуючими сторонами, захищає Східний Ковен і Девіда (Тео Джеймс), що виявився сином Амелії (Зіта Герьог). Пройшовши крізь смерть від рук нового ватажка ліканів напівгібрида Маріуса (Тобайас Мензіс), Селін завдяки вампірам Північного Ковена стає Старшим вампіром.

## Телесеріал
У 2017 році стало відомо, що режисер і сценарист Лен Уайзман оголосив про перезапуск серії фільмів «Інший світ» у вигляді телевізійного формату, де він виступить як продюсер. У вересні 2023 року на честь двадцятиріччя фільму Уайзман заявив, що серіал все ще перебувають у розробці.

## Персонажі

### Вампіри
Вампіри — вигадана раса із серії фільмів «Інший світ», а також супутніх книг. Вірус вампірів є мутацією початкового вірусу людини Олександра Корвінуса .

#### Походження
За сюжетом понад 800 років тому одного із синів-близнюків першого безсмертного Олександра Корвінуса на ім'я Маркус вкусив кажан . Цей укус викликав мутацію вірусу, перетворивши Маркуса на першого вампіра. Приблизно в цей же час його брата Вільгельма вкусив вовк, і вірус у його тілі перетворив його на першого перевертня. Перше покоління перевертнів, на відміну від ліканів сучасності, не могли перетворюватися на людей. На відміну від Маркуса, фізіологічні зміни якого були не такі вже значні, Вільгельм здичавів і повністю перетворився на величезного вовка. Втікши від батька та брата, Вільгельм почав знищувати цілі села в середньовічній Угорщині . Більше того, тіла вбитих мутували у диких перевертнів, нащадків самого Вільгельма.
Розуміючи, що самотужки йому не впоратися, Маркус вирішив наслідувати приклад брата і створити своїх власних нащадків. Саме тоді уславлений угорський воєвода Віктор перебував при смерті. Маркус прийшов до нього і запропонував угоду: Віктор отримає вічне життя, а натомість надасть Маркусу свою армію і військовий досвід у знищенні ліканів та пошуку Вільгельма. Маркус також зробив соратницю Віктора леді-войовницю Амелію вампіром в обмін на її політичний вплив.

#### Організація
Зловивши та ув'язнивши Вільгельма Маркус, Віктор та Амелія зібрали всіх вампірів і заснували клан, в якому існує сувора ієрархія. Саме ці троє стоять на самому верху, назвавши себе Старшими вампірами — Старійшинами. Щоб уникнути боротьби за владу в ковені через правління трьох лідерів, Старійшини створили Ланцюжок правління. Цей Ланцюжок є суворою послідовністю правління трьох Старших. Кожен Старійшина править сто років, після чого передає правління наступному. Поки править один, двоє інших перебувають у вампірському анабіозі . Кожних сто років відбувається церемонія пробудження. Старійшина, що йде на спокій, будить наступного, давши випити своєї крові. Використовуючи роками відточену здатність упорядковувати свої спогади, Старійшина передає за допомогою крові наступному докладний «звіт» про події минулого століття. За визначенням, кожен правлячий Старійшина має майже абсолютну владу над ковеном, але Віктор і Амелія змовилися і влаштували так, що Маркус має дуже обмежену владу. Послідовність Ланцюжка: Віктор → Амелія → Маркус.
Хоча просування по ієрархії ковена можливе, але Старійшинами можуть бути лише Маркус, Віктор і Амелія. Для щоденних операцій ковена існує Рада вампірів, найбільш наближених до Старійшин. В якийсь момент єдиний ковен був поділений на два: один залишився в Старому Світі (Європа, Азія та Африка), а інший переселився до Нового Світу (Америка). Незважаючи на це, основним ковеном все ж таки вважається європейський, який розташовується в стародавньому маєтку Віктора під назвою Йордегхаз (угор. Ördögház — Будинок Диявола) поблизу Будапешта . Оскільки Старійшини неспроможні керувати обома ковенами відразу, для управління іншим ковеном, а заразом і всіма вампірами, призначається регент із повноваженнями, близькими до Старійшин.

#### Фізіологічні якості
Під час трансформації мало що змінюється у зовнішності вампіра, на відміну трансформації лікана. У вампіра очі стають яскраво-блакитними (жовтими в Амелії і створених нею), а ікла подовжуються і загострюються. Вампіри мають багато з якостей, описаних у фольклорі: надлюдська сила, рефлекси, координація, швидкість, витривалість, регенеративні здібності та загострені відчуття. Під час укусу вампіри можуть бачити спогади вкушеного. Вампіри здатні без шкоди собі стрибати з висоти десятиповерхового будинку, приземляючись на ноги. Швидкість та реакція вампірів дозволяють їм ухилятися від куль і тікати від ліканів. Деякі вампіри можуть чіплятися за стіни та стелі на зразок павуків. Вампіри стають сильнішими з віком, тому тріумвірат вампірів, і головним чином Маркус, має найбільшу фізичну силу (перший носій — Олександр Корвінус — не був вампіром). Незважаючи на ці здібності вампіри, за винятком Старійшин, фізично слабше трансформованих ліканів.
З іншого боку, у всіх вампірів є слабкість — смертельна алергія на ультрафіолетове випромінювання . Тому вампіри є нічними істотами. Всі будинки вампірів обладнані автоматичними віконницями, що закриваються до світанку. Інша слабкість — це життєва потреба пити кров. Травна система вампіра не здатна перетравлювати людську їжу. Ще на початку епохи вампірів Віктор, побоюючись відплати смертних і помітивши, що Маркус не любив харчуватися в присутності когось кров'ю, заборонив вампірам пити людську кров. Раніше вампірам доводилося вживати кров тварин. Пізніше вони змогли харчуватися синтезованою кров'ю. Останні досягнення науковців, що працюють на вампірів, створили клоновану кров — найближену до людської. Цікавою властивістю вампірського вірусу, що передається через кров, є збереження пам'яті на генетичному рівні . Коли вампір п'є кров іншого безсмертного, може увібрати в себе певну частку спогадів.
Вампірський вірус найчастіше передається укусом. Вважається, що не кожна людина може стати вампіром. Лише частина вкушених отримає вірус і стане безсмертними. Інші помруть болісною смертю протягом кількох хвилин. Можливо це хитрість Старійшин, щоб уникнути надмірного збільшення чисельності вампірів, оскільки нічого не завадило Маркусові перетворити Віктора, його армію та Амелію на вампірів. Так і Вільгельм вільно перетворював живих своїми укусами.

#### Завіт
Організувавши початковий шабаш, троє Старійшин склали кодекс законів для вампірів під назвою Завіт.
Деякі відомі закони:
- вампіри зобов'язані за будь-яку ціну уникати виявлення людьми;
- вампіри повинні полювати на ліканів;
- вампірам заборонено пити людську кров;
- вампірам заборонено вбивати невинних;
- заборонені кровозмішувальні зв'язки між видами
- вампірам заборонено досліджувати минуле.

#### Вісники смерті
Вісники смерті або Ділки смерті є бойовою частиною клану. Спочатку Вісники смерті були воїнами Віктора, перетвореними Маркусом на вампірів для пошуку Вільгельма. Через це перші Ділки смерті були вірні лише своєму воєводі, а не Маркусу, що відіграло помітну роль у затриманні Вільгельма. Пізніше Ділками смерті зазвичай ставали новонавернені вампіри, які бажають дослужитися високого статусу в ієрархії шабашу.
Коли почалася війна між вампірами та ліканами, саме Ділки смерті боролися зі своїми двоюрідними братами, використовуючи сталеву та срібну зброю. Вони одягалися в обладунки, які, втім, мало допомагали проти розлючених ліканів, і воювали пішими чи конях.
Згодом одні види зброї застарівали, і їхнє місце посідали нові. Намагаючись залишатися попереду гонки озброєнь, Ділки смерті постійно покращували свій арсенал — від сокир, мечів та арбалетів до сучасної вогнепальної зброї та вибухівки. Через смертельну алергію ліканів на срібло Ділки смерті намагалися використати її у всіх видах зброї, покриваючи сріблом холодну зброю та відливаючи з неї кулі. Найостаннішим досягненням бойової техніки Ділків смерті є кулі, з нітратом срібла, які унеможливлюють видалення отруйного срібла з тіла пораненого лікана. На жаль, лише один прототип цієї зброї був виготовлений збройним майстром Каном, і той був вкрадений регентом-зрадником Крейвеном, який, використовуючи цей пістолет, убив лідера ліканів Люціана.
Багато Ділоків смерті загинули під час фінальної битви в лігві Люціана . Доля тих, хто вижив, невідома, оскільки Йордегхаз був знищений тієї ж ночі.

#### Відомі вампіри
- Селін[en] — Ділок (Лицар / Вісник) смерті / Об'єкт один / Гібрид штаму Корвінуса / Воїн Північного клану вампірів / Старійшина ковена вампірів та головний персонаж серії фільмів
- Девід — Син Томаса та Амелії / Гібрид штаму Корвінуса / Старійшина вампірів
- Ліна — Воїн Північного клану вампірів / Дочка Відара / Гібрид штаму Корвінуса / Старійшина вампірів
- Відар — Лідер Північного клану вампірів
- Томас — Старійшина вампірів / Батько Девіда і чоловік Амелії
- Маркус Корвінус — Перший вампір / Старійшина вампірів
- Віктор — Старійшина вампірів
- Амелія — Старійшина вампірів
- Соня — дочка Старійшини вампіра Віктора
- Кан — командир Ділків смерті та збройний майстер
- Натаніель — Ділок смерті
- Райджел — Ділок смерті
- Сорен — охоронець Віктора і солдат Крейвена
- Крейвен — регент Єрдегхаза
- Андреас Таніс — історик клана
- Еріка — світська левиця
- Семіра — Лідер Східного клану вампірів
- Варга — Помічник Семіри
- Касіус — член ради східного клану вампірів
- Алексія — Воїн Східного клану вампірів

### Лікани
Лікани (англ. Lycans) — вигадана раса перевертнів із серії фільмів «Інший світ», а також супутніх книг. Вірус ліканів є мутацією початкового вірусу Олександра Корвінуса. Назва раси походить від терміна " лікантропія ".

#### Походження
За сюжетом, понад 800 років тому одного із синів першого безсмертного Олександра Корвінуса на ім'я Маркус вкусив кажан. Цей укус викликав мутацію вірусу, перетворивши Маркуса на першого вампіра . Приблизно тоді його брата-близнюка Вільгельма вкусив вовк, і вірус у його тілі мутував і перетаорив у першого лікана. На відміну від Маркуса, фізіологічні зміни якого були не такі вже значні, Вільгельм здичавів і повністю перетворився на величезного вовка. Втікши від батька та брата, Вільгельм почав знищувати цілі села в середньовічній Угорщині. Більше того, тіла вбитих мутували у диких ліканів, нащадків самого Вільгельма.
Вампіри під проводом Маркуса, Віктора та Амелії схопили Вільгельма, а ліканів поневолели . Пройшло багато століть, перш ніж перевертні повстали під проводом Люціана. Лють і розум Люціана не знали рівних, і вампіри його швидко звели до рангу демона.
Кровопролитна війна тривала кілька століть, перш ніж Старійшини вампірів дізналися про місцезнаходження таємної цитаделі Люціана. Направивши на штурм десятки Ділків смерті, Віктор не підозрював, що Люціан був готовий відбити будь-який напад. Усі послані Ділки смерті були перебиті ордою ліканів, крім одного — Крейвена, який в метушні сховався. Виявивши боягуза, Люціан запропонував Крейвену угоду: Крейвен доповість Віктору про смерть Люціана, а Люціан допоможе йому здобути владу над обома шабашами вампірів. Люціан потім пішов у підпілля, згодом уклавши союз із засланцем істориком клану вампірів Андреасом Танісом. Ніхто не підозрював про зраду Крейвена до кінця XX століття .

#### Покоління
Форма лікантропії Вільгельма є найпримітивнішою і найпотужнішою. Його зовнішність (довга морда і загострені вуха) має більше схожостей із вовками, ніж зовнішність його нащадків. Він також набагато більший за інших ліканів. Вільгельм є самим диким відомим ліканом (за словами Андреаса Таніса, він відчуває невгамовну спрагу до руйнування) і нездатний прийняти людську подобу. На відміну від пізніших ліканів Вільгельм повністю покритий вовною.

##### Перше покоління
Це лікани, що були створені після укусу (або навіть смерті від лап) Вільгельма. Як і Вільгельм, вони були повністю дикими без будь-якого натяку на самоконтроль і без можливості прийняти людську подобу. На відміну від свого творця, лікани першого покоління мають більш гуманоїдну форму, коротшу морду і незагострені вуха. Вони також не мають суцільного вовняного покриву.

##### Друге покоління
Лікани цього покоління є нащадками диких ліканів і є найсучаснішим видом. Вони не лище навчилися приймати людську подобу, але й набули здатності обертатися на перевертня поза повним місяцем . Згодом ці лікани навчилися ставати перевертнями за бажанням. На вигляд вони нагадують ліканів першого покоління, але мають більш короткі морди і найменш вовкоподібне обличчя. Також, на відміну своїх предків, ці ликани майже не мають вовни. Першим ліканом другого покоління став Люціан — він народився просто в клітці від жіночої особи перевертня, що була вбита Віктором.

##### Третє покоління
У четвертому фільмі з'явився лікан нового покоління, що відрізнявся величезними розмірами звіриної форми, а також силою та регенерацією, що набагато перевершує здібності попередніх поколінь. Цей лікан мав імунітет до срібла. Він вирощений з лікана в результаті багаторазового введення сироватки, отриманої з ДНК гібрида вампіра та лікана.

#### Фізіологія
Як і їхні двоюрідні брати — вампіри, лікани безсмертні (Вільгельм прожив понад 800 років замкнутим у в'язниці, без їжі та води). Їх фізичні якості набагато перевищують людські, включаючи швидкість, силу та регенеративні здібності. Як і слід очікувати, лікани мають надчуття. В одному випадку лікан Рейз у метро Будапешта зміг відчути присутність вампірів поблизу, незважаючи на те, що довкола були десятки людей. Фізично лікани трохи сильніше вампірів, за винятком Старійшин, тому останні, не маючи при собі зброї, намагаються уникати вовків.

#### Відомі лікани
- Вільгельм Корвінус — творець клану перевертнів
- Люціан — голова ліканів
- Рейз — права рука Люціана
- Сіндж — лікан-генетик
- Майкл Корвін — тимчасово стає ліканом, але потім перетворюється на гібрида
- Джейкоб Лейн — доктор / лікан-генетик
- Куїнт — Син доктора лікана-генетика Джейкоба Лейна / Лікан нового покоління, отриманий через кров нового гібрида дочки Селін Єви
- Маріус — Лідер Оборотнів / Лікан / Напівгібрид
- Грегор — Помічник Маріуса

### Гібриди
Гібриди — вигадана раса із серії фільмів «Інший світ», а також супутніх книг. Точніше, це не єдина раса, а поєднання вірусів вампірів та ліканів (перевертнів).

#### Походження
За сюжетом понад 800 років тому угорський воєвода на ім'я Олександр Корвінус випадково став першим безсмертним в історії. Пізніше у нього народилося троє синів. Двоє з них, близнюки Маркус і Вільгельм, мали активну форму вірусу безсмертя. Вони, теж випадково, стали творцями вампірів і ліканів відповідно. Третій же син Корвінуса залишився смертним, але його кров все ж таки містила неактивну форму вірусу, яка довгі століття передавалася у спадок деяким його нащадкам. Ця сімейна лінія була забута обома расами безсмертних, поки про неї не згадав лікан Люціан, який побажав створити гібридів і знищити за їх допомогою заклятих ворогів — вампірів. За переказами, подібна істота мала б усі позитивні якості обох видів, набагато покращені. Для цього Люціану був потрібний початковий вірус безсмертя. Багато смертних нащадків Корвінуса було досліджено і вбито, поки Люціан не дістався останнього — Майкла Корвіна. Саме його кров і містила потрібний вірус.

#### Типи гібридів
Відомо кілька видів гібридів, які трохи відрізняються один від одного.
Першим гібридом мала стати дитина Люціана і Соні, дочки Старшого вампіра Віктора. За словами Соні, природнім гібридом може стати лише дитина чистокровних представників обох рас, якими вони були. Але цій дитині не судилося народитися. Дізнавшись про порушення Завіту (кодексу законів вампірів), Віктор стратив свою власну дочку на очах Люціана. Їхня дитина загинула разом з матір'ю. Саме тоді в Люціана і виникла ідея створення штучного гібрида.
Другим гібридом став Майкл Корвін. Виявивши Майкла, Люціан вкусив його, заразивши його вірусом ліканів. Потім Люціан перед смертю попросив вампіршу Селіну вкусити Майкла. Зазвичай укус представника іншої раси смертельний для безсмертного, але вірус Корвінуса в крові Майкла дозволив вірусам обох об'єднатися в один. Протягом кількох хвилин Майкл став першим гібридом. Незважаючи на те, що він щойно народився, сил Майкла вистачило, щоб майже вбити самого Віктора. Лише багатовіковий досвід Старійшини дозволив йому здолати Майкла. Оскільки Майкл спочатку був ліканом, його гібридна трансформація відображає це. Зовні Майкл схожий на людину набагато більше трансформованого лікана, хоча його темно-сіра шкіра, чорні очі, гострі кігті та зуби швидко розвіюють сумніви, що він людина. Під час трансформації Майкл виявляє ліканоподібні звички. Фізичної сили Майкла вистачило, щоб легко розправлятися з ліканами першого покоління і навіть вбити першого лікана Вільгельма Корвінуса.
Третім із відомих видів гібридів став Маркус Корвінус. Маркус ненароком скуштував крові лікана Сінджа, і вірус його батька в ньому дозволив першому вампірові стати гібридом. Зовні, гібрид-Маркус багато чим відрізнявся від гібрида-Майкла. Будучи спочатку вампіром, Маркус мав вуха і ніс подібні до кажанів, а також крила з гострими шипами, що дозволяють йому літати. В іншому, Маркус був схожий на Майкла: чорні очі, сіра шкіра, ліканоподібні пазурі та мускулатура. За фізичними даними Маркус перевершував Майкла, тому йому вдалося неодноразово брати гору над ним у бою. Однак, слід згадати, що, будучи 800-річним безсмертним, Маркус також має величезний бойовий досвід.
У четвертому фільмі з'явився ще один гібрид — дочка Селін та Майкла (Єва), яка навіть у юному віці (близько 11—12 років) нарівні боролася з дорослим ліканом і навіть вбила його. Трансформація відбувається як і в батька. Має ментальні здібності (телепатичний зв'язок з батьками).
Також варто згадати, що перед смертю Олександр Корвінус попросив Селін напитися його крові. На запитання вампірши «Ким же я стану?», перший безсмертний відповів: «Майбутнім!». Таким чином, вона стала новим видом гібрида — «Вампір-Гібрид Штамма-Крові Корвінус» — гібрид звичайного вампіра та першого справжнього безсмертного внаслідок поглинання чистого штаму-вірусу в крові Олександра Корвінуса. Селін вважається «найчистокровнішим вампіром» через наявність у ній крові Олександра Корвінуса і є одним із наймогутніших вампірів на момент створення фільму "Інший світ: Пробудження і наймогутнішим вампіром за часів «Інший світ: Війни крові» . Також Селін виявила здатність воскрешать померлих вампірів, використовуючи свою кров (вливаючи її безпосередньо в серце вампіра), як вона це зробила, коли вона воскресила Девіда в Інший світ: Пробудження . Це її унікальна здатність, про що свідчить подив інших вампірів, коли вони побачили воскресіння Девіда. Кров першого справжнього безсмертного також наділила її імунітетом до ультрафіолету та посилила фізичні можливості Селін, дозволивши перемогти у рукопашній сутичці гібрида-Маркуса.

#### Фізичні якості
Як згадувалося вище, гібриди мають набагато більш розвинені здібності та фізичну силу, ніж вампіри та лікани. Також гібриди не мають алергії ні до срібла (що небезпечно для ліканів), ні до ультрафіолету (що згубно для вампірів). Хоча в одному випадку Маркус втік ховатися від сонця, це могло бути всього лише рефлексом, виробленим за 800 років перебування вампіром (або він спочатку не знав про те, що тепер він як гібрид імунний до світла). Вбити гібрида досить складно. Під час чергової бою Маркусу вдається пронизати серце Майкла залізною трубою, проте це не призвело до смерті і через кілька годин той повністю регенерує. Це наводить на думку, що гібрид може пережити будь-яку рану, якщо тіло не знищено повністю. Під час фінальної битви Селін і Маркуса Селін вдається пронизати голову гібрида його ж власним шпилькою. Маркус, всупереч очікуванням, не вмирає і, можливо, зміг би регенерувати ці пошкодження, якби Селін не штовхнула його на лопаті вертольота, що обертаються, знищили тіло Маркуса. За кілька годин до цього Селін вистрілила Маркусу в голову впритул, але його рани загоїлися майже миттєво.
Сама Селін, будучи гібридом, вижила після пострілу в голову і змогла «виштовхнути» кулі зі свого тіла. У фільмі Інший світ: Пробудження вона перевертає фургон, який має імпульс 180 тонн. У фільмі Інший світ: Війни крові Селін набуває ще більшої сили і змогла вирвати хребет гібрида-лікана голими руками, а після свого воскресіння стала володіти магією Північного Ковена.

### Поява
| Персонаж | Фільм | Фільм | Фільм | Фільм | Фільм                     |
| Персонаж | Інший світ | Еволюція | Інший світ: Повстання ліканів | Інший світ: Пробудження | Інший світ: Кровна помста |
| --- | --- | --- | --- | --- | ------------------------- |
| Селін /Ділець (Лицар / Вісник) Смерті/Об'єкт Один/Гібрид штаму Корвінуса/Воїн Північного клану вампірів/Старійшина Вампірів | Кейт Бекінсейл | Кейт Бекінсейл | Кейт Бекінсейл | Кейт Бекінсейл | Кейт Бекінсейл            |
| Віктор / Старійшина Вампірів                                                                                                | Біл Найї\| style="background: var(--background-color-interactive, #ececec); color: var(--color-base, #202122); vertical-align: middle; text-align: center; " class="table-na" \| Билл Найи (хроника)          | Біл Найї\| style="background: var(--background-color-interactive, #ececec); color: var(--color-base, #202122); vertical-align: middle; text-align: center; " class="table-na" \| Билл Найи (хроника)          | Біл Найї\| style="background: var(--background-color-interactive, #ececec); color: var(--color-base, #202122); vertical-align: middle; text-align: center; " class="table-na" \| Билл Найи (хроника)               | згадується |                           |
| Люціан | Майкл Шин \| style="background: var(--background-color-interactive, #ececec); color: var(--color-base, #202122); vertical-align: middle; text-align: center; " class="table-na" \| Майкл Шин (хроника)        | Майкл Шин \| style="background: var(--background-color-interactive, #ececec); color: var(--color-base, #202122); vertical-align: middle; text-align: center; " class="table-na" \| Майкл Шин (хроника)        | Майкл Шин \| style="background: var(--background-color-interactive, #ececec); color: var(--color-base, #202122); vertical-align: middle; text-align: center; " class="table-na" \| Майкл Шин (хроника)             | |                           |
| Крейвен | Шейн Броллі | Шейн Броллі | Шейн Броллі (голос) \| style="background: var(--background-color-interactive, #ececec); color: var(--color-base, #202122); vertical-align: middle; text-align: center; " class="table-na" \| Шэйн Бролли (хроника) | |                           |
| Майкл Корвін/Гібрид/Об'єкт Три                                                                                              | Скотт Спідмен\| style="background: var(--background-color-interactive, #ececec); color: var(--color-base, #202122); vertical-align: middle; text-align: center; " class="table-na" \| Скотт Спидмэн (хроника) | Скотт Спідмен\| style="background: var(--background-color-interactive, #ececec); color: var(--color-base, #202122); vertical-align: middle; text-align: center; " class="table-na" \| Скотт Спидмэн (хроника) | Скотт Спідмен\| style="background: var(--background-color-interactive, #ececec); color: var(--color-base, #202122); vertical-align: middle; text-align: center; " class="table-na" \| Скотт Спидмэн (хроника)      | хроніка Скотт Спідмен / Трент Гарретт |                           |
| Еріка | Софія Майлс | Софія Майлс | | |                           |
| Рейз | Кевін Грев'є | | Кевін Грев'є | |                           |
| Амелія / Старійшина Вампірів                                                                                                | Зіта Герьог | Зіта Герьог | згадується | | хроніка Зіта Герьог       |
| Сорен | Скотт Макелрой | Скотт Макелрой | colspan="1" style="background: lightgrey;" | Скотт Макэлрой (хроника) |                           |
| Соня | Рона Мітра / Джазмін Дамак | | Рона Мітра | |                           |
| Кан | Роббі Гі | | | |                           |
| Сіндж | Ервін Ледер | | | |                           |
| Андреас Таніс | | Стівен Маккінтош | Стівен Маккінтош | |                           |
| Маркус Корвінус / Старійшина Вампірів / Родоначальник клану Вампірів                                                        | згадується | Тоні Карран | згадується | style="background: var(--background-color-interactive, #ececec); color: var(--color-base, #202122); vertical-align: middle; text-align: center; " class="table-na" \| Тони Карран (хроника) |                           |
| Олександр Корвінус / Перший Істинний Безмертний                                                                             | згадується | Дерек Джейкобі | | згадується | згадується                |
| Вільгельм Корвінус / Родоначальник клану Перевертнів                                                                        | | Браян Стіл | colspan="1" style="background: lightgrey;" | Брайан Стил (хроника) |                           |
| Ліда | | | | Сандрін Холт |                           |
| Детектив Себастьян | | | | Майкл Або |                           |
| Єва Корвін / Гібрид / Об'єкт Два                                                                                            | | | | Індія Айслі | хроніка Індія Айслі       |
| Томас / Старійшина Вампірів                                                                                                 | | | | Чарльз Денс | Чарльз Денс               |
| Девід / Старійшина Вампірів                                                                                                 | | | | Тео Джеймс | Тео Джеймс                |
| Маріус | | | | | Тобайас Мензіс            |

## Прийом

### Критика
| Фильм                         | Rotten Tomatoes     | Metacritic       |
| ----------------------------- | ------------------- | ---------------- |
| Інший світ                    | 31 % (161 рецензія) | 42 (34 рецензій) |
| Інший світ: Еволюція          | 17 % (103 рецензій) | 36 (21 рецензія) |
| Інший світ: Повстання ліканів | 29 % (76 рецензій)  | 44 (14 рецензій) |
| Інший світ: Пробудження       | 27 % (75 рецензій)  | 39 (17 рецензій) |
| Інший світ: Кровна війна      | 19 % (94 рецензій)  | 23 (17 рецензій) |